# لاروسر
لاروسر، روستایی است از توابع بخش مرزن‌آباد شهرستان چالوس در استان مازندران ایران.

## جمعیت
این روستا در دهستان کوهستان (چالوس) قرار دارد و براساس سرشماری مرکز آمار ایران در سال ۱۳۸۵، جمعیت آن ۴۳ نفر (۱۲خانوار) بوده‌است. مردم لاروسر از قومیت طبری هستند. مردم لاروسر به زبان طبری با گویش چالوسی سخن می‌گویند.